# 豐利站
丰利站（韓語：풍리역）是朝鮮民主主義人民共和國咸镜北道稳城郡丰利里的一個鐵路車站，属于咸北线。

## 邻近车站
咸北线
南阳站 - 丰利站 - 世仙站